# Melyssa Lombardi
Melyssa Lombardi (Glendale, Arizona, ? –) amerikai softballjátékos és -edző. 2019 óta az Oregon Ducks vezetőedzője.

## Tanulmányai
Diplomáját 1997-ben szerezte az Oklahomai Egyetemen sportegészségügyi szakon.

## Pályafutása
2018. július 9-én Mike White távozását követően az Oregon Ducks vezetőedzőjévé nevezték ki.

## Viták
Lombardi pályafutásának kezdetén a Ducks több játékosa (például Miranda Elish, Lauren Burke, Mary Iakopo, Shannon Rhodes, Megan Kleist, Maggie Balint, Alyssa Pinto, Mia Camuso és Alexis Mack) is távozott a csapattól; Maddie MacGrandle a szezon közepén távozott. A játékosok az okokról nem beszéltek, de mások kritizálták a csapatkultúrát.

## Eredményei vezetőedzőként
| Év                               | Eredmény                         | Eredmény                         | Helyezés                         | Továbbjutás                          |
| Év                               | Összesített                      | Konferencia                      | Helyezés                         | Továbbjutás                          |
| Oregon Ducks (Pac-12 Conference) | Oregon Ducks (Pac-12 Conference) | Oregon Ducks (Pac-12 Conference) | Oregon Ducks (Pac-12 Conference) | Oregon Ducks (Pac-12 Conference)     |
| -------------------------------- | -------------------------------- | -------------------------------- | -------------------------------- | ------------------------------------ |
| 2019                             | 22–30                            | 5–19                             | 9.                               | –                                    |
| 2020                             | 22–2                             | 0–0                              | –                                | A szezon a Covid19 miatt megszakadt. |
| 2021                             | 40–17                            | 14–10                            | 3.                               | NCAA Regional                        |
| 2022                             | 33–19                            | 10–14                            | 5.                               | NCAA Regional                        |
| 2023                             | 38–17                            | 14–10                            | 5.                               | NCAA Super Regional                  |
| 2024                             | 32–22                            | 13–10                            | 4.                               | NCAA Regional                        |
| Összesen:                        | 187–107 (.636)                   | 56–63 (.471)                     | –                                | –                                    |

## Fordítás
- Ez a szócikk részben vagy egészben  a   Melysssa Lombardi című angol Wikipédia-szócikk ezen változatának fordításán alapul.  Az eredeti cikk szerkesztőit annak laptörténete sorolja fel. Ez a jelzés csupán a megfogalmazás eredetét és a szerzői jogokat jelzi, nem szolgál a cikkben szereplő információk forrásmegjelöléseként.